# Gummareddypura, Srinivaspur
Gummareddypura là một làng thuộc tehsil Srinivaspur, huyện Kolar, bang Karnataka, Ấn Độ.